# 花道!!ア〜ンビシャス
花道!!ア〜ンビシャス（はなみち!!ア〜ンビシャス）は、SUPER☆GiRLSの10枚目のシングル。2014年5月14日にiDOL Streetから発売された。

## 概要
ジャケットA（CD+Blu-ray Disc）、ジャケットB（CDのみ）、イベント会場・mu-moショップ限定盤（ジャケットC、CDのみ）、イベント会場・mu-moショップ限定メンバー個別盤（CDのみ×12形態）、イベント会場・mu-moショップ限定盤（ミュージックカード×12形態）の5種27形態。
第2期メンバーの渡邉幸愛・浅川梨奈・内村莉彩が加入後12名体制でスタートする"SUPER☆GiRLS 第2章"最初のシングルである。c/wの「初恋☆ラビリンス」は、の渡邉幸・浅川・内村が歌唱している。

## 収録曲
1. 花道!!ア〜ンビシャス [5:08]
作詞：Litz、作曲・編曲：渡辺徹
2. 初恋☆ラビリンス [3:39]
作詞：森月キャス、作曲・編曲：大西克巳
3. 花道!!ア〜ンビシャス（Instrumental） 
ジャケットBにのみ収録。
4. 初恋☆ラビリンス（Instrumental）
ジャケットBにのみ収録。

### Blu-ray Disc

#### ジャケットA
1. 花道!!ア〜ンビシャス（ミュージック・ビデオ）
2. Making Movie

## イベント
| 日程                     | 公演名                                                                       | 会場                                                                           | 備考                                                       |
| ------------------------ | ---------------------------------------------------------------------------- | ------------------------------------------------------------------------------ | ---------------------------------------------------------- |
| 2014年 3月30日・ 4月20日 | 発売記念 グループ別握手会                                                    | avex本社                                                                       | 3部制。mu-moショップで販売された参加券付き商品購入者対象。 |
| 5月13日                  | リリース記念スペシャルイベント! イトーヨーカドー×SUPER☆GiRLSメンバー店員企画 | アリオ西新井                                                                   | ミニライブ・福引き・CD即売会                               |
| 5月14日                  | 発売記念 Thanksgiving Event                                                  | タワーレコード新宿店 SHIBUYA TSUTAYA アキバ☆ソフマップ1号店 TSUTAYA EBISUBASHI | グループ別握手会                                           |
| 5月15日                  | 発売記念 Thanksgiving Event                                                  | HMVルミネエスト新宿 アキバ☆ソフマップ1号店 ヤマハ心斎橋店                      | グループ別握手会                                           |
| 5月17日                  | 発売記念 握手会イベント                                                      | ラゾーナ川崎プラザ                                                             | ミニライブ・グループ別握手会                               |
| 5月18日                  | 発売記念 握手会イベント                                                      | 千里セルシー                                                                   | ミニライブ・グループ別握手会                               |
| 6月14日                  | 発売記念 個別撮影会(サイン付)                                                | サンライズビル                                                                 | 7部制。mu-moショップで販売された参加券付き商品購入者対象。 |
| 6月14日                  | 発売記念 個別握手会                                                          | サンライズビル                                                                 | 4部制。mu-moショップで販売された参加券付き商品購入者対象。 |
| 6月28日                  | 発売記念 個別撮影会(握手付)                                                  | サンライズビル                                                                 | 7部制。mu-moショップで販売された参加券付き商品購入者対象。 |

※他、各イベントにおいてCD・ミュージックカード予約購入者対象の握手会も開催された。